# عيدر ملك

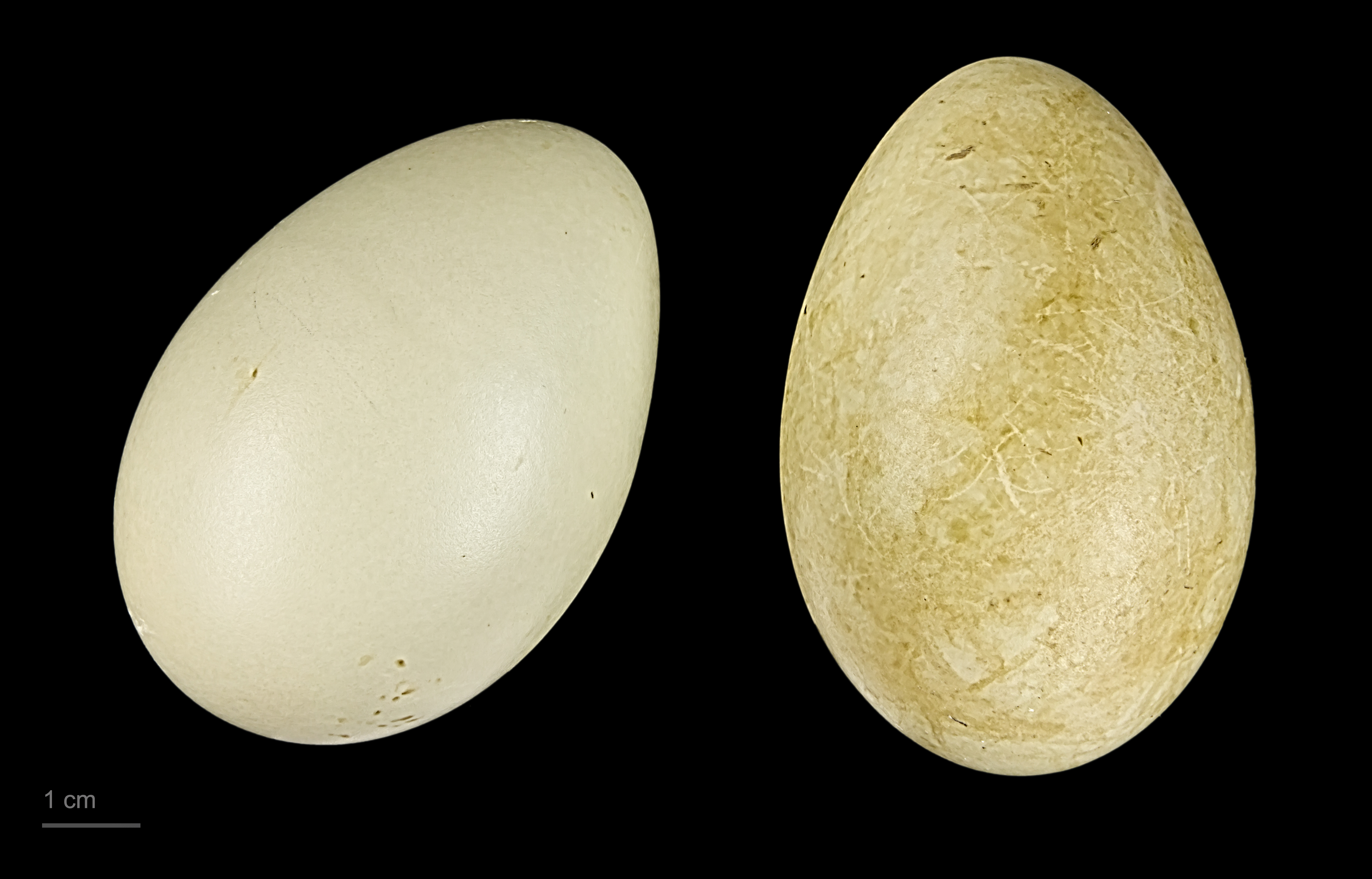
Somateria spectabilis

العيدر الملك (الاسم العلمي: Somateria spectabilis)، هي نوع من الطيور تتبع جنس العيدر ضمن فصيلة البطية من رتبة الأوزيات. هذه الطيور مشهورة بالريش الناعم الرقيق حول صدرها. يعيش أكثر أنواع بط العيْدر الملك شيوعًا في المياه الشمالية. وتزن الواحدة ما يقارب الكيلوغرامين ويُربّى عادة في مواقع مكشوفة مثل الجزر البعيدة عن الشواطئ أو على شواطئ البحيرات. يتغذى بط العيدر بشكل رئيسي على الرخويات. الجزء السفلي من ذكر البط أسود اللون بينما لرأسه وظهره لون أبيض قشْدي، أما الأنثى فلونها بني غامق ضارب للحمرة، ومخطط باللونين البني والأسود. تضع الأنثى عادة ما بين أربع وسبعة بيضات ذات لون أخضر زيتوني فاتح. ويعيش العيدر الملك على الشواطئ القطبية الشمالية.

## معرض صور

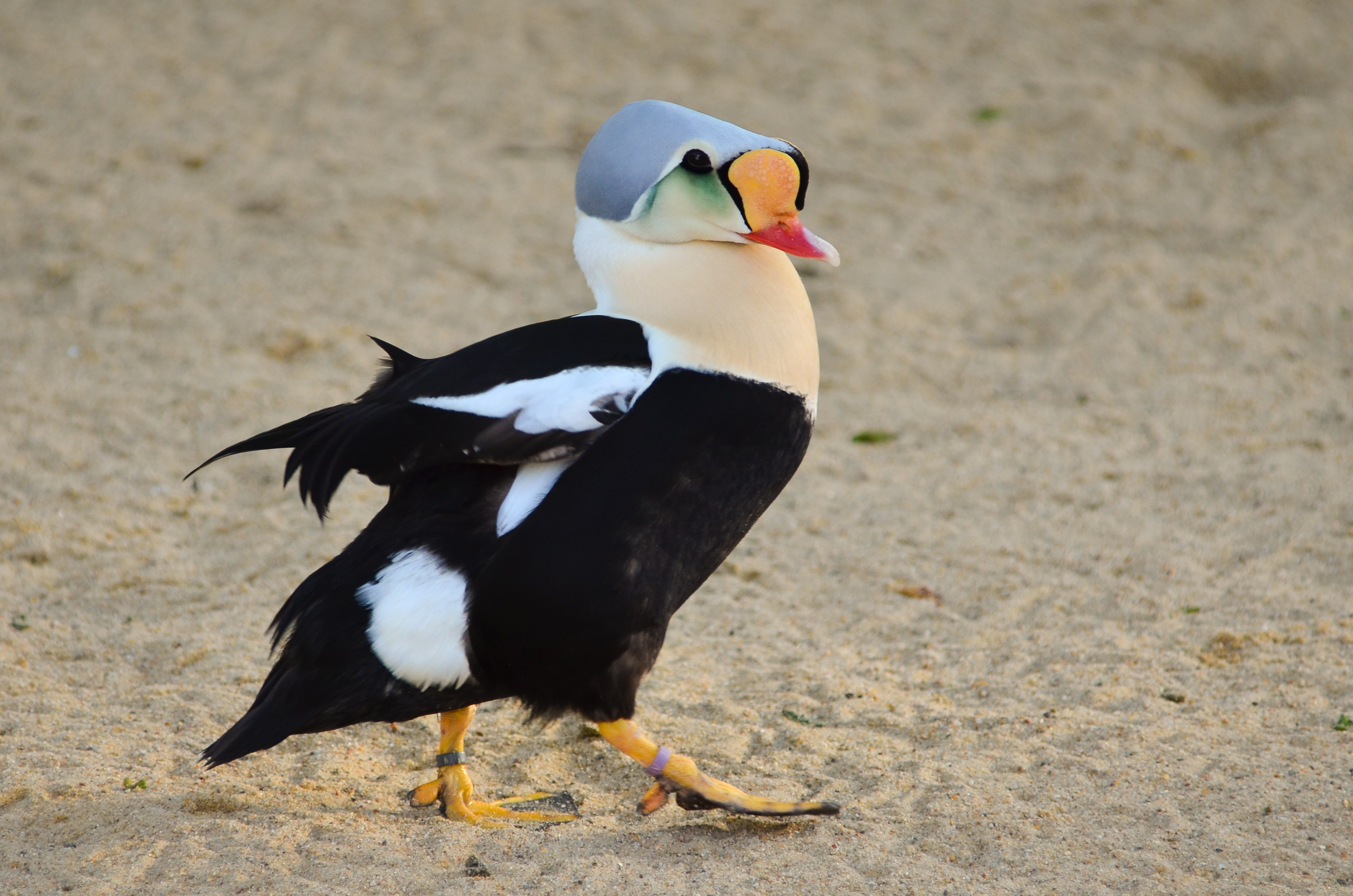
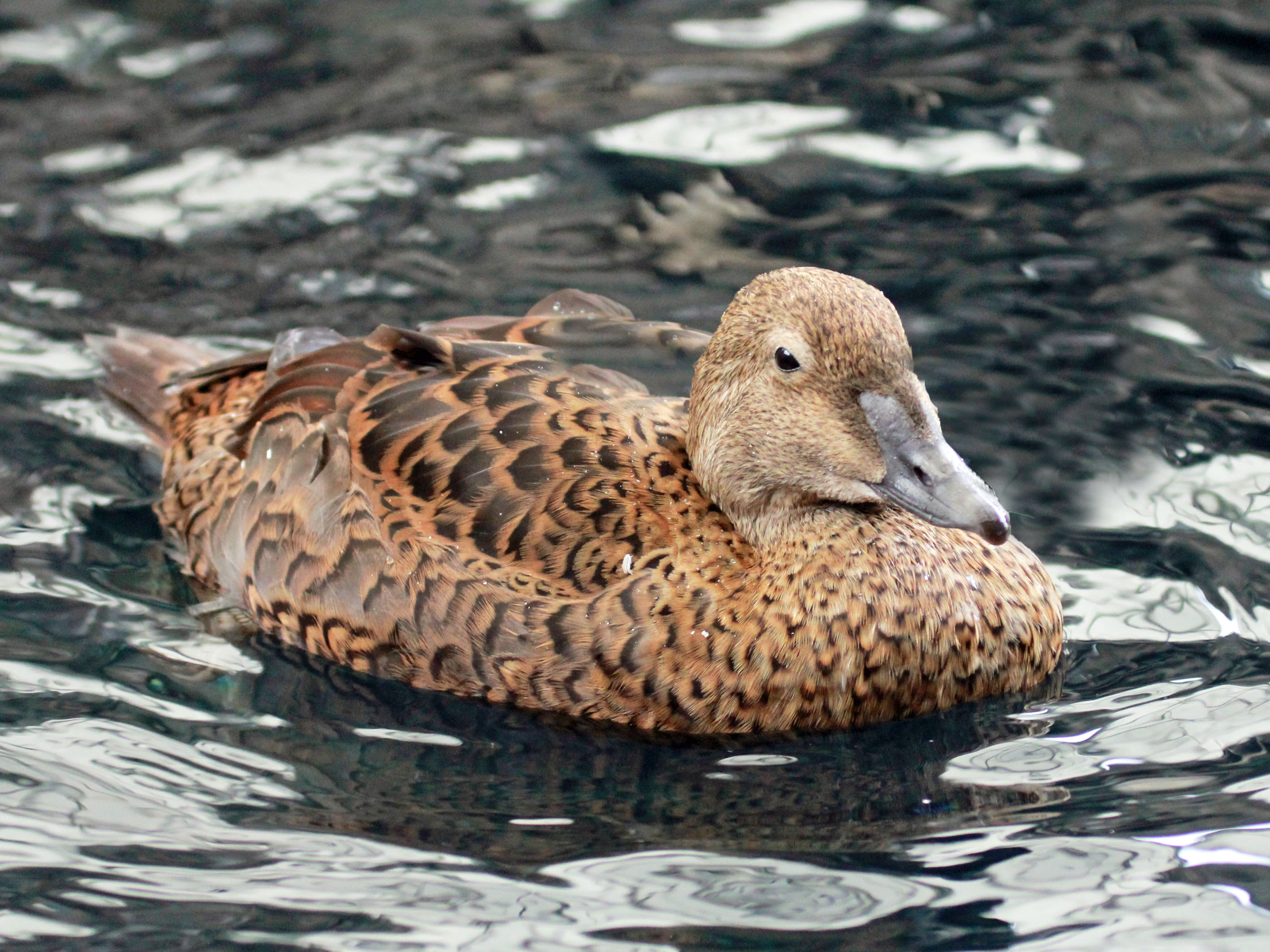
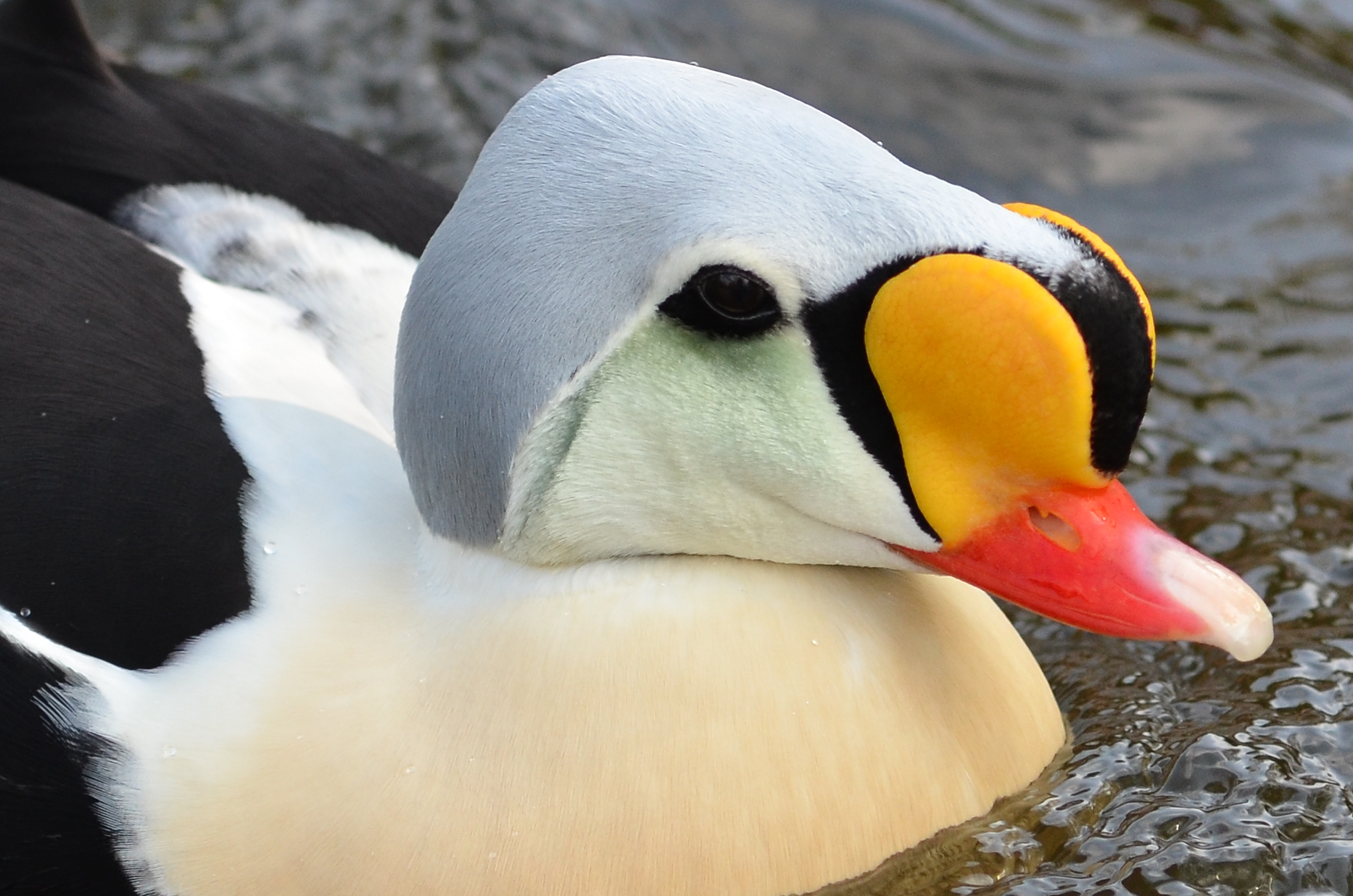
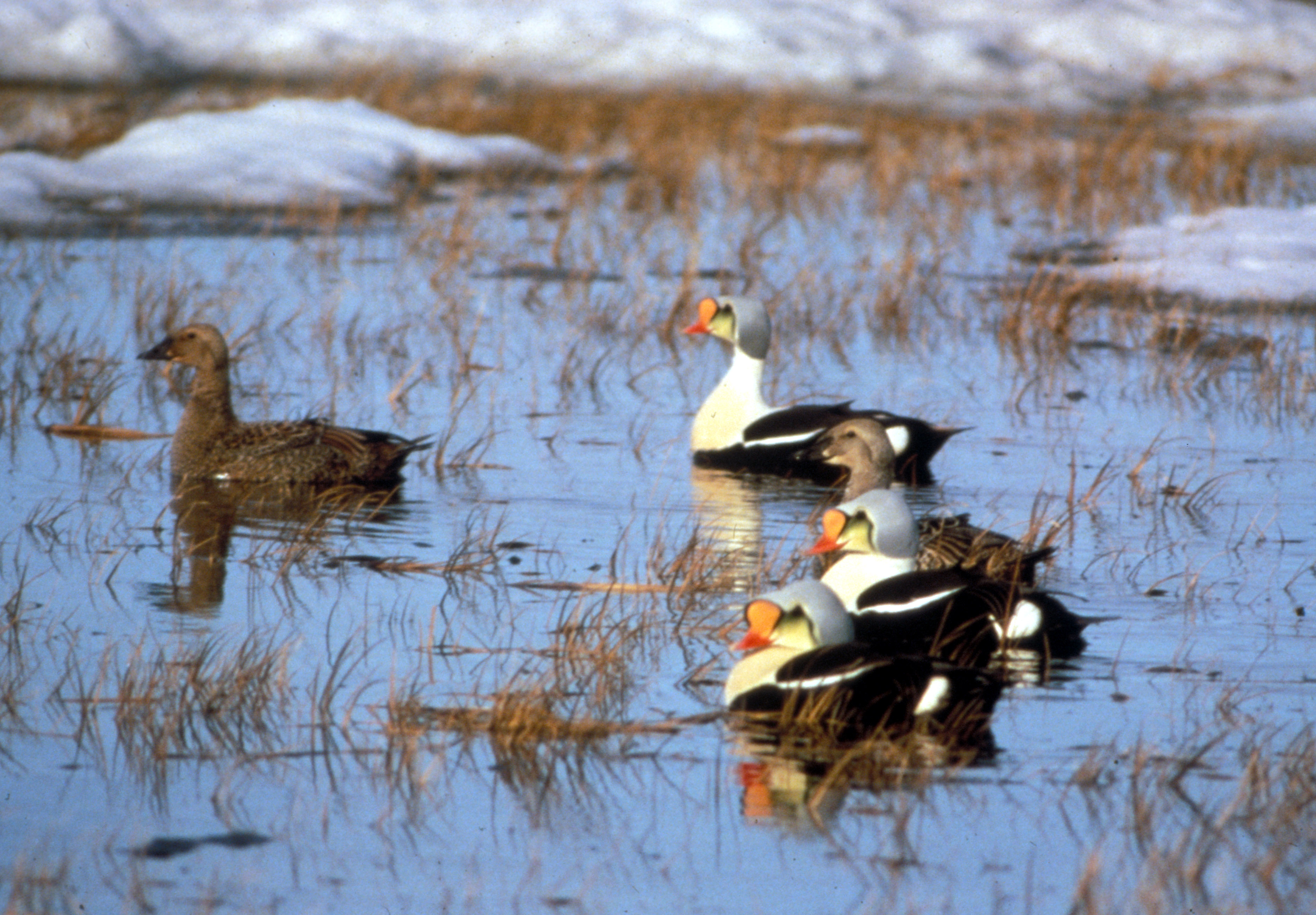